# Memnonia Fossae
Le Memnonia Fossae sono una struttura geologica della superficie di Marte.